# 조선총독부 총독관방
조선총독부 총독관방(朝鮮總督府 總督官房)은 조선총독부에 설치된 행정 조직으로 조선 총독의 직속부서를 말한다.

## 연혁
1905년에 통감부가 설치되면서 경무부(警務部), 농상공부(農商工部)와 함께 총무부(總務部)가 설치되었다. 통감부 총무부의 장은 총무장관이며 비서과(秘書課), 서무과(庶務課), 외사과(外事課), 내사과(内事課), 법제과(法制課), 토목과(土木課), 철도과(鐵道課)의 7과가 설치되었다. 1907년 10월 20일에 통감부관제가 개정에 수반하여 통감관방(統監官房)이 설치되었고 문서과(文書課), 인사과(人事課), 회계과(會計課)의 3과가 설치되었다.
1910년 10월 1일에 한일병합조약에 따라 조선총독부가 설치되면서 총독관방(總督官房)과 총무부(장은 총무부장관)가 설치되었다. 총독관방에는 무관실(武官室), 비서과, 참사관(參事官)이 설치되었다. 총무부에는 문서과와 외무국(外務局), 인사국(人事局), 회계국(會計局)의 3국이 설치되었다. 1912년 4월 1일에 총무부는 폐지되어 총독관방에 흡수되었고 총독관방에 총무국(總務局), 외사국(外事局), 토목국(土木局)의 3국이 설치되었다. 1915년 4월에 외사국이 폐지되었다. 1917년 7월 31일에 총독관방에 철도국(鐵道局)이 설치되었다. 1919년에 관제가 개정되어 총무국, 토목국, 철도국은 각각 총독관방의 서무부(庶務部), 토목부(土木部), 철도부(鐵道部)가 되었다. 1924년에 관제 개정으로 서무부와 토목부가 폐지되었다. 1925년 3월말에 총독관방의 철도부가 폐지되어 총독부의 외국(外局)으로 조선총독부 철도국(朝鮮總督府 鐵道局)이 신설되었다. 1939년 8월 2일에 관방외사부(官房外事部), 같은 해 11월 28일에 관방기획부(官房企画部)가 신설되었다. 1942년 11월 1일에 후생국(厚生局)과 기획부가 폐지고 총무부가 재설치되었다. 그러나 1943년 12월 1일에 총무국이 다시 폐지되었고 문서과(文書課), 정보과(情報課), 국민총력과(國民總力課), 조사과(調査課), 감찰과(監察課)가 총독관방에 설치되었다.

## 기구
※ 1941년 9월 1일 당시의 조직 구성
- 총독관방(總督官房)
  - 비서관실(秘書官室)
  - 심의실(審議室)
  - 인사과(人事課)
  - 문서과(文書課)
  - 회계과(會計課)
  - 국세조사과(國勢調査課)
  - 국민총력과(國民總力課)

## 참고 문헌
- 조선총독부 편, 《시정 30년사》(施政三十年史), 조선총독부, 1940년.
- 조선총독부 편, 《조선사정 쇼와 17년도판》(朝鮮事情 昭和十七年度版), 조선총독부, 1941년.
- 전전기관료제연구회 편, 《전전기일본관료제의 제도·조직·인사》(戰前期日本官僚制の制度·組織·人事), 도쿄대학교출판회, 1981년.

## 같이 보기
- 조선총독부
- 조선총독부 청사와 관사